# フランク・ヤロップ
フランク・ウォルター・ヤロップ (Frank Walter Yallop, 1964年4月4日 – )は、イギリス系カナダ人の元カナダ代表のサッカー選手であり、元カナダ代表監督である。
イングランドのイプスウィッチ・タウンで、プレミアリーグでの3シーズンを含む13年に渡り活躍した。また、MLSのタンパベイ・ミューティニーでも活躍した。カナダ代表として、52試合の出場経歴を持つ。
監督としては、合わせて13年の間、MLSにおいて、サンノゼ・アースクエイクス、ロサンゼルス・ギャラクシー、シカゴ・ファイアーを指揮し、また、カナダ代表監督を3年務めている。

## 生い立ち
ワトフォードで生まれ育つ。1974年に、父が兄弟を頼り、カナダのバンクーバーに移住した。サッカーを続けていたところ、14歳の時に、イプスウィッチ・タウンのスカウトの目に留まり、トライアウトを経て、ユースチームに入団した。

## クラブ経歴

### イプスウィッチ・タウン(1983-1996)
19歳であった1983年、イプスウィッチ・タウンとのプロ契約を結んだ。1986年、クラブが1部リーグから降格した時のメンバーであり、6年後に新設されたプレミアリーグへ昇格を果たした時のメンバーでもある(しかし、3年後にクラブは再び降格した)。
イプスウィッチでは、カナダ代表の同胞である、クレイグ・フォレストとともに活躍している。
1993年2月に、そのシーズンでプレミアリーグ優勝をすることになるマンチェスター・ユナイテッドに対して、ホームスタジアムであるポートマン・ロードで、2-1で勝利し、一時的にではあるが、タイトルを視野に入れる位置である4位に食い込んだ。この試合で、1点目のゴールを決めたのが、ヤロップである。その試合の後、チームの調子は下がり、最終順位は16位に終わった。

### タンパベイ・ミューティニー(1996-1998)
長年のイングランドでの活躍の後の1996年、北米に戻り、MLSと契約を結んだ。MLS創設にあたっての、ドラフト会議の57人目でタンパベイ・ミューティニーに割り当てられた。毎試合出場した、ミューティニーで3シーズンを過ごした後の1998年の末、引退した。

## 代表経歴
カナダ代表にとって、唯一のワールドカップ出場であった、1986年のメンバーに入ることは叶わなかったが、1990年5月に開催された北米チャンピオンシップのアメリカ代表戦で26歳でのデビューを果たした。この試合以降、52試合の国際試合に出場した。ワールドカップ予選には27試合出場している。代表での最後の試合は、1997年11月のワールドカップ予選でのコスタリカ代表であった。

## 監督経歴

### サンノゼ・アースクエイク(2001-2003)
2001年、MLSスーパードラフトのわずか2日前にサンノゼ・アースクエイクスの監督に就任した。そのシーズン前に、ジェフ・アグース、ランドン・ドノバン、ドウェイン・デ・ロサリオ、マニー・ラゴス、ラミロ・コラレス、ロニー・エケルンドを獲得し、アシスタントコーチとして、ドミニク・キニアーを招聘した。就任初年度は、MLSカップの優勝に導いた。そして、MLS最優秀監督賞を受賞した。
2003年には、MLSで2位となった。

### カナダ代表(2004-2006)
2003年12月、カナダ代表の監督となることが発表され、翌年1月に就任した。20試合を指揮し、8勝9敗3分の成績を残した。就任期間中の2005年、これまでの功績が認められ、カナダサッカー殿堂入りをした。

### ロサンゼルス・ギャラクシー(2006-2007)
2006年6月、ロサンゼルス・ギャラクシーの新監督として契約した。
ギャラクシーは、イングランドのスター選手であるデビッド・ベッカムと契約を結んだが、2007年のプレイオフ予選で敗退した。しかし、監督の座にとどまった。2007年11月、翌シーズンにサンノゼ・アースクエイクスの監督に再就任することが明らかになり、監督の座はオランダ人のルート・フリットに取って代わられた。

### サンノゼ・アースクエイクス(2008-2013)
2013年6月までの5シーズン半、アースクエイクスを指揮した。2010年と2012年にポストシーズンのプレイオフに進出し、2012年にはMLSサポーターズ・シールドを獲得している。2度のアースクエイクスでの就任期間で126勝の成績を残し、これはクラブ記録である。

### シカゴ・ファイアー(2013-2015)
2013年10月、シカゴ・ファイアーの監督として着任した。しかし、下位を続けるという、結果の伴わない2シーズンを経た結果、2015年9月に更迭された。

### アリゾナ・ユナイテッドSC / フェニックス・ライジングFC(2016-2017)
2015年12月、アリゾナ・ユナイテッド(翌年11月に名称をフェニックス・ライジングに変更)の運営と監督を兼務する形で3年契約を結んだ。

## 獲得タイトル

### 選手として
イプスウィッチ・タウンFC
- フットボールリーグ2部:1回（1992）

タンパベイ・ミューティニー
- MLSサポーターズ・シールド:1回（1996）

個人
- イプスウィッチ・タウンFC年間最優秀選手:1回（1987-88）
- カナダサッカー殿堂（2005）

### 監督として
サンノゼ・アースクエイクス
- MLSカップ:2回（2001、2003）
- MLSサポーターズ・シールド:1回（2012）

個人
- MLS最優秀監督賞（英語版）:2回（2001、2012）